# 皇族

皇族旗 (親王旗・親王妃旗・内親王旗・王旗・王妃旗・女王旗）。

皇族（こうぞく、英: Imperial Family）は、皇帝の一族、あるいは日本の天皇の親族のうち、既婚の女子を除く男系の嫡出の血族およびその配偶者の総称。すなわち皇室典範の規定するところの三后（皇后、太皇太后、皇太后）、親王、親王妃、内親王、王、王妃、女王、天皇の退位等に関する皇室典範特例法の規定するところの上皇后の総称である。

## 概要

### 皇族の範囲
皇族については、現行の法律においては以下のように規定されている。皇室典範によってその範囲は皇統に属する天皇の一族（親族）を皇族と定めている。

日本国憲法第二条皇位は、世襲のものであつて、国会の議決した皇室典範の定めるところにより、これを継承する。
皇室典範第五条
皇后・太皇太后・皇太后・親王・親王妃・内親王・王・王妃及び女王を皇族とする。
同第六条
嫡出の皇子及び嫡男系嫡出の皇孫は、男を親王、女を内親王とし、三世以下の嫡男系嫡出の子孫は、男を王、女を女王とする。
天皇の退位等に関する皇室典範特例法第四条
上皇の后は、上皇后とする（第一項）。上皇后に関しては、皇室典範に定める事項については、皇太后の例による（第二項）。

現在（1947年以降）の皇族の成員は、明治天皇の男系男子とその配偶者、未婚の男系女子である（この構成に至る経緯は#歴史の節を参照）。
天皇の母方の血族や姻族に関しては特別の規定がなく、民法の規定により、天皇の外戚の内、皇后から3親等内の者が天皇の姻族となる。天皇の姻族は皇族ではないが、民法上は天皇の親族である。このように「皇族＝天皇の親族・血族である者全員」というわけではない。皇族以外の親族には下記「#特有事項（一般国民と皇族の差異）」は該当しないが、近親婚の禁止等の規制等は適用される。
天皇または親王・王の嫡出の子女として生まれた者以外が皇族となることができるのは、女子が天皇・親王・王のいずれかと結婚する場合（すなわち皇后・親王妃・王妃になる場合）のみに限られる（皇室典範15条）。
皇族の身分の離脱
- 満15歳以上の内親王・王・女王は、本人の意志に基づき、皇室会議の承認を得ることにより、皇族の身分を離脱できる（皇室典範11条1項）。
- 皇太子・皇太孫を除く親王・内親王・王・女王は、やむを得ない特別の事由があるときは、本人の意思にかかわらず、皇室会議の判断で、皇族の身分を離れる（皇室典範11条2項）。
- 皇族女子は、天皇・皇族以外の者と結婚したときは、皇族の身分を離れる（皇室典範12条）。
- (1)皇族の身分を離れる親王・王の妃  (2)皇族の身分を離れる親王・王の子孫  (3)皇族の身分を離れる親王・王の子孫の妃は、その親王・王と同時に皇族の身分を離れる（他の皇族と婚姻した女子とその子孫を除く）。ただし、(2)と(3)の皇族の身分を離れる親王・王の子孫とその妃については、皇室会議の判断で、皇族の身分を離れないものとすることができる（皇室典範13条）。
- 皇族以外の女子で親王妃又は王妃となった者が、その夫を失って未亡人（寡妃）となったときは、本人の意思により、皇族の身分を離脱できる。また、この場合、やむを得ない特別の事由があるときは、本人の意思にかかわらず、皇室会議の判断で、皇族の身分を離れる（皇室典範14条1, 2項）。なお、皇太后や太皇太后は皇籍離脱をすることができない。
- 皇族以外の女子で親王妃又は王妃となった者が、離婚したときは、皇族の身分を離れる（皇室典範14条3項）。なお、皇后や上皇后は離婚をすることができない。
- 皇族の身分を離れた親王・王の子孫で他の皇族と結婚した女子が、その夫を失って未亡人となったときは、本人の意思により、皇族の身分を離脱できる。この場合、やむを得ない特別の事由があるときは、本人の意思にかかわらず、皇室会議の判断で、皇族の身分を離れる。また、この者が離婚したときは、皇族の身分を離れる（皇室典範14条4項）。

### 職務
皇位継承
男性皇族は、皇位継承資格を有し、定められた順序に従って就任しうる（日本国憲法第2条・皇室典範第1条・第2条）。令和6年（2024年）1月1日現在の継承順位第一位は秋篠宮文仁親王。
摂政・国事行為臨時代行
皇族（親王妃・王妃を除く）は、摂政および国事行為臨時代行への就任資格を有し、定められた順序に従って就任しうる（日本国憲法第4条・第5条・皇室典範第16条・第17条・国事行為の臨時代行に関する法律2条）。令和6年（2024年）1月1日現在の継承順位第一位は秋篠宮文仁親王。
その他公務
現在各皇族が就任している公職については後述。

### 一般国民との相違点
皇族も、日本国憲法第10条に規定された日本国籍を有する「日本国民」である。皇室典範その他の法律により若干の制限はあるものの一般の国民との差異は本来大きいものではない。皇族の参政権は、皇族が戸籍を有しないため（詳細後述）公職選挙法付則により当分の間停止されているだけである。しかし、実態として皇族の権利や自由は大きく制約されている。これは「『皇族という特別な地位にあり、天皇と同じように制限されるべきだ』という考え方が市民の間で根強かったため」であるとされる。このため、一般国民とは異なる取り扱いがなされている面が多くある。
具体的には、事実上、皇族に対しては日本国憲法第3章が一部適用されないということである。
- 家制度があり家父長制が存在する。
- 養子をすることができない（皇室典範9条）。
- 皇族男子の結婚は、皇室会議の承認が必要である（皇室典範10条）。離婚と皇族女子の結婚は承認不要[注釈 2]。
- 2022年3月31日まで、皇太子・皇太孫以外の皇族は民法を準用して満20歳で成年となるが、皇太子・皇太孫は満18歳で成年とされ、直系か傍系かという地位により区別されていた（皇室典範22条）。2022年4月1日以降は満18歳で成年とする改正民法が施行され、皇太子・皇太孫とそれ以外の皇族の区別は事実上無くなり全ての皇族が18歳で成年となることとなったが、皇太子・皇太孫は満18歳で成年と規定した皇室典範22条の条文自体はそのまま残っている。成人または婚姻した際に、「皇族身位令」（1947年廃止）を準用して叙勲される（身位#日本国憲法下を参照）。
- 皇后・太皇太后・皇太后は天皇同様「陛下（へいか）」、それ以外の皇族は「殿下（でんか）」の敬称を付する（皇室典範23条）。上皇・上皇后に対しては「陛下」を用いる（天皇の退位等に関する皇室典範特例法第3・4条）。また氏を持たない。マスメディアでは宮号を使って「＊＊宮さま」「＊＊宮妃＊＊さま」「＊＊宮家の＊＊さま」と表現される。これにより、動静は最高敬語を以て報じられる（1947年〈昭和22年〉8月の旧宮内省と報道各社の取り決めに基づく）。
- 皇后・太皇太后・皇太后（または上皇后）の死は天皇同様「崩御（ほうぎょ）」、それ以外の皇族の死は「薨去（こうきょ）」と称される。
  - ただし多くのマスメディアにおいては、「ご逝去」「ご死去」などの表現も使われる。
- 成年皇族は皇室会議の議員・予備議員（各2人・任期4年）の互選人となり、当選すれば議員・予備議員に就任することができる（皇室典範28,30,32条）。
- 通常の戸籍には登録されず、身分に関する事項は皇統譜（こうとうふ）に登録される（皇室典範26条）。
- 公職選挙の参政権（選挙権・被選挙権）が停止されている[注釈 3]。
- 住民基本台帳には記録されない（住民基本台帳法39条・同法施行令33条）。
- 通常の旅券（パスポート）を用いず、皇后を除き、「皇族」という官職名で外交旅券の発給を受ける[注釈 4]。
- 国民健康保険に加入する義務・権利がない。民間団体に勤めないと[注釈 5]医療費は全額自費負担となる。
- 皇后・太皇太后・皇太后（または上皇后）を葬る所は天皇同様「陵」、その他の皇族を葬る場は「墓」と称される（皇室典範27条）。
- 内廷費や、皇族としての品位保持の資に充てるために皇族費が国庫から支出される一方で、財産の賜与（贈与）および譲受に関して日本国憲法と皇室経済法による強い規制がある。生計が政府の丸抱えになるので“極端な形の世襲の国家公務員”だと評する意見がある[4]。
- 内廷には侍従職・東宮職（もしくは皇嗣職）があるほか、各宮家には、宮務官や侍女長といった側近（家事使用人）が付けられている。なお、侍従職・東宮職・宮務官・侍女長は特別職国家公務員である。
- 全ての皇族は、どこに赴く際にも必ず護衛が付く。皇室関連施設内では皇宮警察本部に属する皇宮護衛官が、皇室関連施設以外の東京都内ならば警視庁の所轄署の警察官が、東京都（警視庁）以外の46道府県ではその道府県警察本部の警備部が指揮し所轄の警察官が警護する。護衛は皇族の外出先を全て把握し、24時間体制で警護にあたる。東京都から他の46道府県に赴く際は、護衛官がその道府県警察本部の警護担当者に連絡を入れる[5]。
- 事実上、信教の自由がない。法的根拠はないが、宮中祭祀という宗教行事があるために実質上、皇室構成員全員は神道の信徒である[注釈 6]。

## 皇族の成員
2025年8月11日現在の皇族は、以下の14名である。 
天皇、および天皇の退位等に関する皇室典範特例法の規定するところの上皇は、皇族には含まれない。現任の徳仁（第126代天皇）および明仁（上皇）を含むと、皇室構成員は、16名となる。
| 名前 | 名前   | 読み     | 御称号          | 身位                        | 敬称 | 性別 | 世数 | 宮家       | 生年月日                     | 現年齢 | 天皇から 見た続柄                                                   | 皇位 継承順位  | 摂政 就任順位 | お印         | 勲等             |
| ---- | ------ | -------- | --------------- | --------------------------- | ---- | ---- | ---- | ---------- | ---------------------------- | ------ | ------------------------------------------------------------------- | -------------- | ------------- | ------------ | ---------------- |
|      | 雅子   | まさこ   |                 | 皇后 （第126代天皇后）      | 陛下 | 女性 |      | （内廷）   | 1963年 （昭和38年） 12月9日  | 61歳   | 妻（配偶者） 旧姓：小和田（おわだ）                                 |                | 第4位         | ハマナス     | 勲一等宝冠章     |
|      | 美智子 | みちこ   |                 | 上皇后 （第125代天皇后）    | 陛下 | 女性 |      | （内廷）   | 1934年 （昭和9年） 10月20日  | 90歳   | 皇母 旧姓：正田（しょうだ）                                         |                | 第5位         | 白樺         | 勲一等宝冠章     |
|      | 愛子   | あいこ   | としのみや 敬宮 | 内親王                      | 殿下 | 女性 | 一世 | （内廷）   | 2001年 （平成13年） 12月1日  | 23歳   | 第一皇女子 （一女のうち第一子）                                     |                | 第6位         | ゴヨウツツジ | 宝冠大綬章       |
|      | 文仁   | ふみひと | あやのみや 礼宮 | 親王                        | 殿下 | 男性 | 一世 | 秋篠宮     | 1965年 （昭和40年） 11月30日 | 59歳   | 皇弟 上皇第二皇男子 （二男一女のうち第二子）                        | 第1位 （皇嗣） | 第1位         | 栂           | 大勲位菊花大綬章 |
|      | 紀子   | きこ     |                 | 親王妃 （秋篠宮文仁親王妃） | 殿下 | 女性 |      | （秋篠宮） | 1966年 （昭和41年） 9月11日  | 58歳   | 義妹 旧姓：川嶋（かわしま）                                         |                |               | 檜扇菖蒲     | 勲一等宝冠章     |
|      | 悠仁   | ひさひと |                 | 親王                        | 殿下 | 男性 | 二世 | （秋篠宮） | 2006年 （平成18年） 9月6日   | 18歳   | 皇甥 / 文仁親王第一男子 （一男二女のうち第三子）                    | 第2位          | 第2位         | 高野槇       |                  |
|      | 佳子   | かこ     |                 | 内親王                      | 殿下 | 女性 | 二世 | （秋篠宮） | 1994年 （平成6年） 12月29日  | 30歳   | 皇姪 / 文仁親王第二女子 （一男二女のうち第二子）                    |                | 第7位         | ゆうな       | 宝冠大綬章       |
|      | 正仁   | まさひと | よしのみや 義宮 | 親王                        | 殿下 | 男性 | 一世 | 常陸宮     | 1935年 （昭和10年） 11月28日 | 89歳   | 皇叔父 / 昭和天皇第二皇男子 （二男五女のうち第六子） 上皇の実弟     | 第3位          | 第3位         | 黄心樹       | 大勲位菊花大綬章 |
|      | 華子   | はなこ   |                 | 親王妃 （常陸宮正仁親王妃） | 殿下 | 女性 |      | （常陸宮） | 1940年 （昭和15年） 7月19日  | 85歳   | 義叔母（上皇の義妹） 旧姓：津軽（つがる）                           |                |               | 石南花       | 勲一等宝冠章     |
|      | 信子   | のぶこ   |                 | 親王妃 （寬仁親王妃）       | 殿下 | 女性 |      | （三笠宮） | 1955年 （昭和30年） 4月9日   | 70歳   | 義従叔母(上皇の義従妹) 旧姓：麻生（あそう）                         |                |               | 花桃         | 勲一等宝冠章     |
|      | 彬子   | あきこ   |                 | 女王                        | 殿下 | 女性 | 三世 | （三笠宮） | 1981年 （昭和56年） 12月20日 | 43歳   | 皇再従妹/ 大正天皇皇曽孫 /寬仁親王第一王女子 （二女のうち第一子）   |                | 第8位         | 雪           | 勲二等宝冠章     |
|      | 瑶子   | ようこ   |                 | 女王                        | 殿下 | 女性 | 三世 | （三笠宮） | 1983年 （昭和58年） 10月25日 | 41歳   | 皇再従妹/ 大正天皇皇曽孫 /寬仁親王第二王女子 （二女のうち第二子）   |                | 第9位         | 星           | 勲二等宝冠章     |
|      | 久子   | ひさこ   |                 | 親王妃 （高円宮憲仁親王妃） | 殿下 | 女性 |      | （高円宮） | 1953年 （昭和28年） 7月10日  | 72歳   | 義従叔母(上皇の義従妹) 旧姓：鳥取（とっとり）                       |                |               | 扇           | 勲一等宝冠章     |
|      | 承子   | つぐこ   |                 | 女王                        | 殿下 | 女性 | 三世 | （高円宮） | 1986年 （昭和61年） 3月8日   | 39歳   | 皇再従妹/ 大正天皇の皇曽孫 /憲仁親王第一王女子 （三女のうち第一子） |                | 第10位        | 萩           | 宝冠牡丹章       |
|      |        |          |                 |                             |      |      |      |            |                              |        |                                                                     |                |               |              |                  |

### 系図
|                     |                     |                     |                     |                     |                     |                 |                 |                 |                 |                 |                 |                 |                 |  |  | 現在の 天皇・上皇 | 現在の 天皇・上皇 | 現在の 天皇・上皇 | 現在の 天皇・上皇 | 現在の 天皇・上皇 | 現在の 天皇・上皇 |  |  | 現在の皇族        | 現在の皇族        | 現在の皇族        | 現在の皇族        | 現在の皇族        | 現在の皇族        |  |  | 皇籍を離脱し生存する者 | 皇籍を離脱し生存する者 | 皇籍を離脱し生存する者 | 皇籍を離脱し生存する者 | 皇籍を離脱し生存する者 | 皇籍を離脱し生存する者 |  |  | 崩御・薨去した天皇・皇族 | 崩御・薨去した天皇・皇族 | 崩御・薨去した天皇・皇族 | 崩御・薨去した天皇・皇族 | 崩御・薨去した天皇・皇族 | 崩御・薨去した天皇・皇族 |  |  | 皇籍離脱後、逝去した者 | 皇籍離脱後、逝去した者 | 皇籍離脱後、逝去した者 | 皇籍離脱後、逝去した者 | 皇籍離脱後、逝去した者 | 皇籍離脱後、逝去した者 |  |  |      |      |      |      |      |      |  |  |                   |                   |                   |                   |                   |                   |                 |                 |                 |                 |                 |                 |          |          |        |        |          |          |          |          |          |          |  |  |          |          |          |          |          |          |  |  |               |               |               |               |               |               |  |  |          |          |          |          |          |          |  |  |                 |                 |                 |                 |                 |                 |  |  |          |          |          |          |          |          |  |  |  |  |  |  |  |  |  |  |  |  |  |  |  |  |  |  |  |  |  |  |  |  |  |  |  |  |  |  |  |  |  |  |  |  |  |  |  |  |  |  |  |  |
|                     |                     |                     |                     |                     |                     |                 |                 |                 |                 |                 |                 |                 |                 |  |  | 現在の 天皇・上皇 | 現在の 天皇・上皇 | 現在の 天皇・上皇 | 現在の 天皇・上皇 | 現在の 天皇・上皇 | 現在の 天皇・上皇 |  |  | 現在の皇族        | 現在の皇族        | 現在の皇族        | 現在の皇族        | 現在の皇族        | 現在の皇族        |  |  | 皇籍を離脱し生存する者 | 皇籍を離脱し生存する者 | 皇籍を離脱し生存する者 | 皇籍を離脱し生存する者 | 皇籍を離脱し生存する者 | 皇籍を離脱し生存する者 |  |  | 崩御・薨去した天皇・皇族 | 崩御・薨去した天皇・皇族 | 崩御・薨去した天皇・皇族 | 崩御・薨去した天皇・皇族 | 崩御・薨去した天皇・皇族 | 崩御・薨去した天皇・皇族 |  |  | 皇籍離脱後、逝去した者 | 皇籍離脱後、逝去した者 | 皇籍離脱後、逝去した者 | 皇籍離脱後、逝去した者 | 皇籍離脱後、逝去した者 | 皇籍離脱後、逝去した者 |  |  |      |      |      |      |      |      |  |  |                   |                   |                   |                   |                   |                   |                 |                 |                 |                 |                 |                 |          |          |        |        |          |          |          |          |          |          |  |  |          |          |          |          |          |          |  |  |               |               |               |               |               |               |  |  |          |          |          |          |          |          |  |  |                 |                 |                 |                 |                 |                 |  |  |          |          |          |          |          |          |  |  |  |  |  |  |  |  |  |  |  |  |  |  |  |  |  |  |  |  |  |  |  |  |  |  |  |  |  |  |  |  |  |  |  |  |  |  |  |  |  |  |  |  |
| 大正天皇            | 大正天皇            | 大正天皇            | 大正天皇            | 大正天皇            | 大正天皇            |                 |                 | 貞明皇后        | 貞明皇后        | 貞明皇后        | 貞明皇后        | 貞明皇后        | 貞明皇后        |  |  |                   |                   |                   |                   |                   |                   |  |  |                   |                   |                   |                   |                   |                   |  |  |                        |                        |                        |                        |                        |                        |  |  |                          |                          |                          |                          |                          |                          |  |  |                        |                        |                        |                        |                        |                        |  |  |      |      |      |      |      |      |  |  |                   |                   |                   |                   |                   |                   |                 |                 |                 |                 |                 |                 |          |          |        |        |          |          |          |          |          |          |  |  |          |          |          |          |          |          |  |  |               |               |               |               |               |               |  |  |          |          |          |          |          |          |  |  |                 |                 |                 |                 |                 |                 |  |  |          |          |          |          |          |          |  |  |  |  |  |  |  |  |  |  |  |  |  |  |  |  |  |  |  |  |  |  |  |  |  |  |  |  |  |  |  |  |  |  |  |  |  |  |  |  |  |  |  |  |
| 大正天皇            | 大正天皇            | 大正天皇            | 大正天皇            | 大正天皇            | 大正天皇            |                 |                 | 貞明皇后        | 貞明皇后        | 貞明皇后        | 貞明皇后        | 貞明皇后        | 貞明皇后        |  |  |                   |                   |                   |                   |                   |                   |  |  |                   |                   |                   |                   |                   |                   |  |  |                        |                        |                        |                        |                        |                        |  |  |                          |                          |                          |                          |                          |                          |  |  |                        |                        |                        |                        |                        |                        |  |  |      |      |      |      |      |      |  |  |                   |                   |                   |                   |                   |                   |                 |                 |                 |                 |                 |                 |          |          |        |        |          |          |          |          |          |          |  |  |          |          |          |          |          |          |  |  |               |               |               |               |               |               |  |  |          |          |          |          |          |          |  |  |                 |                 |                 |                 |                 |                 |  |  |          |          |          |          |          |          |  |  |  |  |  |  |  |  |  |  |  |  |  |  |  |  |  |  |  |  |  |  |  |  |  |  |  |  |  |  |  |  |  |  |  |  |  |  |  |  |  |  |  |  |
|                     |                     |                     |                     |                     |                     |                 |                 |                 |                 |                 |                 |                 |                 |  |  |                   |                   |                   |                   |                   |                   |  |  |                   |                   |                   |                   |                   |                   |  |  |                        |                        |                        |                        |                        |                        |  |  |                          |                          |                          |                          |                          |                          |  |  |                        |                        |                        |                        |                        |                        |  |  |      |      |      |      |      |      |  |  |                   |                   |                   |                   |                   |                   |                 |                 |                 |                 |                 |                 |          |          |        |        |          |          |          |          |          |          |  |  |          |          |          |          |          |          |  |  |               |               |               |               |               |               |  |  |          |          |          |          |          |          |  |  |                 |                 |                 |                 |                 |                 |  |  |          |          |          |          |          |          |  |  |  |  |  |  |  |  |  |  |  |  |  |  |  |  |  |  |  |  |  |  |  |  |  |  |  |  |  |  |  |  |  |  |  |  |  |  |  |  |  |  |  |  |
|                     |                     |                     |                     |                     |                     |                 |                 |                 |                 |                 |                 |                 |                 |  |  |                   |                   |                   |                   |                   |                   |  |  |                   |                   |                   |                   |                   |                   |  |  |                        |                        |                        |                        |                        |                        |  |  |                          |                          |                          |                          |                          |                          |  |  |                        |                        |                        |                        |                        |                        |  |  |      |      |      |      |      |      |  |  |                   |                   |                   |                   |                   |                   |                 |                 |                 |                 |                 |                 |          |          |        |        |          |          |          |          |          |          |  |  |          |          |          |          |          |          |  |  |               |               |               |               |               |               |  |  |          |          |          |          |          |          |  |  |                 |                 |                 |                 |                 |                 |  |  |          |          |          |          |          |          |  |  |  |  |  |  |  |  |  |  |  |  |  |  |  |  |  |  |  |  |  |  |  |  |  |  |  |  |  |  |  |  |  |  |  |  |  |  |  |  |  |  |  |  |
| 昭和天皇            | 昭和天皇            | 昭和天皇            | 昭和天皇            | 昭和天皇            | 昭和天皇            |                 |                 | 香淳皇后        | 香淳皇后        | 香淳皇后        | 香淳皇后        | 香淳皇后        | 香淳皇后        |  |  | 秩父宮 雍仁親王   | 秩父宮 雍仁親王   | 秩父宮 雍仁親王   | 秩父宮 雍仁親王   | 秩父宮 雍仁親王   | 秩父宮 雍仁親王   |  |  | 勢津子            | 勢津子            | 勢津子            | 勢津子            | 勢津子            | 勢津子            |  |  | 高松宮 宣仁親王        | 高松宮 宣仁親王        | 高松宮 宣仁親王        | 高松宮 宣仁親王        | 高松宮 宣仁親王        | 高松宮 宣仁親王        |  |  | 喜久子                   | 喜久子                   | 喜久子                   | 喜久子                   | 喜久子                   | 喜久子                   |  |  |                        |                        |                        |                        |                        |                        |  |  |      |      |      |      |      |      |  |  |                   |                   |                   |                   |                   |                   | 三笠宮 崇仁親王 | 三笠宮 崇仁親王 | 三笠宮 崇仁親王 | 三笠宮 崇仁親王 | 三笠宮 崇仁親王 | 三笠宮 崇仁親王 |          |          | 百合子 | 百合子 | 百合子   | 百合子   | 百合子   | 百合子   |          |          |  |  |          |          |          |          |          |          |  |  |               |               |               |               |               |               |  |  |          |          |          |          |          |          |  |  |                 |                 |                 |                 |                 |                 |  |  |          |          |          |          |          |          |  |  |  |  |  |  |  |  |  |  |  |  |  |  |  |  |  |  |  |  |  |  |  |  |  |  |  |  |  |  |  |  |  |  |  |  |  |  |  |  |  |  |  |  |
| 昭和天皇            | 昭和天皇            | 昭和天皇            | 昭和天皇            | 昭和天皇            | 昭和天皇            |                 |                 | 香淳皇后        | 香淳皇后        | 香淳皇后        | 香淳皇后        | 香淳皇后        | 香淳皇后        |  |  | 秩父宮 雍仁親王   | 秩父宮 雍仁親王   | 秩父宮 雍仁親王   | 秩父宮 雍仁親王   | 秩父宮 雍仁親王   | 秩父宮 雍仁親王   |  |  | 勢津子            | 勢津子            | 勢津子            | 勢津子            | 勢津子            | 勢津子            |  |  | 高松宮 宣仁親王        | 高松宮 宣仁親王        | 高松宮 宣仁親王        | 高松宮 宣仁親王        | 高松宮 宣仁親王        | 高松宮 宣仁親王        |  |  | 喜久子                   | 喜久子                   | 喜久子                   | 喜久子                   | 喜久子                   | 喜久子                   |  |  |                        |                        |                        |                        |                        |                        |  |  |      |      |      |      |      |      |  |  |                   |                   |                   |                   |                   |                   | 三笠宮 崇仁親王 | 三笠宮 崇仁親王 | 三笠宮 崇仁親王 | 三笠宮 崇仁親王 | 三笠宮 崇仁親王 | 三笠宮 崇仁親王 |          |          | 百合子 | 百合子 | 百合子   | 百合子   | 百合子   | 百合子   |          |          |  |  |          |          |          |          |          |          |  |  |               |               |               |               |               |               |  |  |          |          |          |          |          |          |  |  |                 |                 |                 |                 |                 |                 |  |  |          |          |          |          |          |          |  |  |  |  |  |  |  |  |  |  |  |  |  |  |  |  |  |  |  |  |  |  |  |  |  |  |  |  |  |  |  |  |  |  |  |  |  |  |  |  |  |  |  |  |
|                     |                     |                     |                     |                     |                     |                 |                 |                 |                 |                 |                 |                 |                 |  |  |                   |                   |                   |                   |                   |                   |  |  |                   |                   |                   |                   |                   |                   |  |  |                        |                        |                        |                        |                        |                        |  |  |                          |                          |                          |                          |                          |                          |  |  |                        |                        |                        |                        |                        |                        |  |  |      |      |      |      |      |      |  |  |                   |                   |                   |                   |                   |                   |                 |                 |                 |                 |                 |                 |          |          |        |        |          |          |          |          |          |          |  |  |          |          |          |          |          |          |  |  |               |               |               |               |               |               |  |  |          |          |          |          |          |          |  |  |                 |                 |                 |                 |                 |                 |  |  |          |          |          |          |          |          |  |  |  |  |  |  |  |  |  |  |  |  |  |  |  |  |  |  |  |  |  |  |  |  |  |  |  |  |  |  |  |  |  |  |  |  |  |  |  |  |  |  |  |  |
|                     |                     |                     |                     |                     |                     |                 |                 |                 |                 |                 |                 |                 |                 |  |  |                   |                   |                   |                   |                   |                   |  |  |                   |                   |                   |                   |                   |                   |  |  |                        |                        |                        |                        |                        |                        |  |  |                          |                          |                          |                          |                          |                          |  |  |                        |                        |                        |                        |                        |                        |  |  |      |      |      |      |      |      |  |  |                   |                   |                   |                   |                   |                   |                 |                 |                 |                 |                 |                 |          |          |        |        |          |          |          |          |          |          |  |  |          |          |          |          |          |          |  |  |               |               |               |               |               |               |  |  |          |          |          |          |          |          |  |  |                 |                 |                 |                 |                 |                 |  |  |          |          |          |          |          |          |  |  |  |  |  |  |  |  |  |  |  |  |  |  |  |  |  |  |  |  |  |  |  |  |  |  |  |  |  |  |  |  |  |  |  |  |  |  |  |  |  |  |  |  |
| 東久邇成子 （照宮） | 東久邇成子 （照宮） | 東久邇成子 （照宮） | 東久邇成子 （照宮） | 東久邇成子 （照宮） | 東久邇成子 （照宮） |                 |                 | 久宮 祐子内親王 | 久宮 祐子内親王 | 久宮 祐子内親王 | 久宮 祐子内親王 | 久宮 祐子内親王 | 久宮 祐子内親王 |  |  | 鷹司和子 （孝宮） | 鷹司和子 （孝宮） | 鷹司和子 （孝宮） | 鷹司和子 （孝宮） | 鷹司和子 （孝宮） | 鷹司和子 （孝宮） |  |  | 池田厚子 （順宮） | 池田厚子 （順宮） | 池田厚子 （順宮） | 池田厚子 （順宮） | 池田厚子 （順宮） | 池田厚子 （順宮） |  |  | 明仁 （上皇）          | 明仁 （上皇）          | 明仁 （上皇）          | 明仁 （上皇）          | 明仁 （上皇）          | 明仁 （上皇）          |  |  | 美智子                   | 美智子                   | 美智子                   | 美智子                   | 美智子                   | 美智子                   |  |  | 常陸宮 正仁親王        | 常陸宮 正仁親王        | 常陸宮 正仁親王        | 常陸宮 正仁親王        | 常陸宮 正仁親王        | 常陸宮 正仁親王        |  |  | 華子 | 華子 | 華子 | 華子 | 華子 | 華子 |  |  | 島津貴子 （清宮） | 島津貴子 （清宮） | 島津貴子 （清宮） | 島津貴子 （清宮） | 島津貴子 （清宮） | 島津貴子 （清宮） |                 |                 | 近衞甯子        | 近衞甯子        | 近衞甯子        | 近衞甯子        | 近衞甯子 | 近衞甯子 |        |        | 寬仁親王 | 寬仁親王 | 寬仁親王 | 寬仁親王 | 寬仁親王 | 寬仁親王 |  |  | 信子     | 信子     | 信子     | 信子     | 信子     | 信子     |  |  | 桂宮 宜仁親王 | 桂宮 宜仁親王 | 桂宮 宜仁親王 | 桂宮 宜仁親王 | 桂宮 宜仁親王 | 桂宮 宜仁親王 |  |  | 千容子   | 千容子   | 千容子   | 千容子   | 千容子   | 千容子   |  |  | 高円宮 憲仁親王 | 高円宮 憲仁親王 | 高円宮 憲仁親王 | 高円宮 憲仁親王 | 高円宮 憲仁親王 | 高円宮 憲仁親王 |  |  | 久子     | 久子     | 久子     | 久子     | 久子     | 久子     |  |  |  |  |  |  |  |  |  |  |  |  |  |  |  |  |  |  |  |  |  |  |  |  |  |  |  |  |  |  |  |  |  |  |  |  |  |  |  |  |  |  |  |  |
| 東久邇成子 （照宮） | 東久邇成子 （照宮） | 東久邇成子 （照宮） | 東久邇成子 （照宮） | 東久邇成子 （照宮） | 東久邇成子 （照宮） |                 |                 | 久宮 祐子内親王 | 久宮 祐子内親王 | 久宮 祐子内親王 | 久宮 祐子内親王 | 久宮 祐子内親王 | 久宮 祐子内親王 |  |  | 鷹司和子 （孝宮） | 鷹司和子 （孝宮） | 鷹司和子 （孝宮） | 鷹司和子 （孝宮） | 鷹司和子 （孝宮） | 鷹司和子 （孝宮） |  |  | 池田厚子 （順宮） | 池田厚子 （順宮） | 池田厚子 （順宮） | 池田厚子 （順宮） | 池田厚子 （順宮） | 池田厚子 （順宮） |  |  | 明仁 （上皇）          | 明仁 （上皇）          | 明仁 （上皇）          | 明仁 （上皇）          | 明仁 （上皇）          | 明仁 （上皇）          |  |  | 美智子                   | 美智子                   | 美智子                   | 美智子                   | 美智子                   | 美智子                   |  |  | 常陸宮 正仁親王        | 常陸宮 正仁親王        | 常陸宮 正仁親王        | 常陸宮 正仁親王        | 常陸宮 正仁親王        | 常陸宮 正仁親王        |  |  | 華子 | 華子 | 華子 | 華子 | 華子 | 華子 |  |  | 島津貴子 （清宮） | 島津貴子 （清宮） | 島津貴子 （清宮） | 島津貴子 （清宮） | 島津貴子 （清宮） | 島津貴子 （清宮） |                 |                 | 近衞甯子        | 近衞甯子        | 近衞甯子        | 近衞甯子        | 近衞甯子 | 近衞甯子 |        |        | 寬仁親王 | 寬仁親王 | 寬仁親王 | 寬仁親王 | 寬仁親王 | 寬仁親王 |  |  | 信子     | 信子     | 信子     | 信子     | 信子     | 信子     |  |  | 桂宮 宜仁親王 | 桂宮 宜仁親王 | 桂宮 宜仁親王 | 桂宮 宜仁親王 | 桂宮 宜仁親王 | 桂宮 宜仁親王 |  |  | 千容子   | 千容子   | 千容子   | 千容子   | 千容子   | 千容子   |  |  | 高円宮 憲仁親王 | 高円宮 憲仁親王 | 高円宮 憲仁親王 | 高円宮 憲仁親王 | 高円宮 憲仁親王 | 高円宮 憲仁親王 |  |  | 久子     | 久子     | 久子     | 久子     | 久子     | 久子     |  |  |  |  |  |  |  |  |  |  |  |  |  |  |  |  |  |  |  |  |  |  |  |  |  |  |  |  |  |  |  |  |  |  |  |  |  |  |  |  |  |  |  |  |
|                     |                     |                     |                     |                     |                     |                 |                 |                 |                 |                 |                 |                 |                 |  |  |                   |                   |                   |                   |                   |                   |  |  |                   |                   |                   |                   |                   |                   |  |  |                        |                        |                        |                        |                        |                        |  |  |                          |                          |                          |                          |                          |                          |  |  |                        |                        |                        |                        |                        |                        |  |  |      |      |      |      |      |      |  |  |                   |                   |                   |                   |                   |                   |                 |                 |                 |                 |                 |                 |          |          |        |        |          |          |          |          |          |          |  |  |          |          |          |          |          |          |  |  |               |               |               |               |               |               |  |  |          |          |          |          |          |          |  |  |                 |                 |                 |                 |                 |                 |  |  |          |          |          |          |          |          |  |  |  |  |  |  |  |  |  |  |  |  |  |  |  |  |  |  |  |  |  |  |  |  |  |  |  |  |  |  |  |  |  |  |  |  |  |  |  |  |  |  |  |  |
|                     |                     |                     |                     |                     |                     |                 |                 |                 |                 |                 |                 |                 |                 |  |  |                   |                   |                   |                   |                   |                   |  |  |                   |                   |                   |                   |                   |                   |  |  |                        |                        |                        |                        |                        |                        |  |  |                          |                          |                          |                          |                          |                          |  |  |                        |                        |                        |                        |                        |                        |  |  |      |      |      |      |      |      |  |  |                   |                   |                   |                   |                   |                   |                 |                 |                 |                 |                 |                 |          |          |        |        |          |          |          |          |          |          |  |  |          |          |          |          |          |          |  |  |               |               |               |               |               |               |  |  |          |          |          |          |          |          |  |  |                 |                 |                 |                 |                 |                 |  |  |          |          |          |          |          |          |  |  |  |  |  |  |  |  |  |  |  |  |  |  |  |  |  |  |  |  |  |  |  |  |  |  |  |  |  |  |  |  |  |  |  |  |  |  |  |  |  |  |  |  |
| 徳仁 （天皇）       | 徳仁 （天皇）       | 徳仁 （天皇）       | 徳仁 （天皇）       | 徳仁 （天皇）       | 徳仁 （天皇）       |                 |                 | 雅子            | 雅子            | 雅子            | 雅子            | 雅子            | 雅子            |  |  | 秋篠宮 文仁親王   | 秋篠宮 文仁親王   | 秋篠宮 文仁親王   | 秋篠宮 文仁親王   | 秋篠宮 文仁親王   | 秋篠宮 文仁親王   |  |  | 紀子              | 紀子              | 紀子              | 紀子              | 紀子              | 紀子              |  |  | 黒田清子 （紀宮）      | 黒田清子 （紀宮）      | 黒田清子 （紀宮）      | 黒田清子 （紀宮）      | 黒田清子 （紀宮）      | 黒田清子 （紀宮）      |  |  |                          |                          |                          |                          |                          |                          |  |  |                        |                        |                        |                        |                        |                        |  |  |      |      |      |      |      |      |  |  |                   |                   |                   |                   |                   |                   |                 |                 |                 |                 |                 |                 |          |          |        |        | 彬子女王 | 彬子女王 | 彬子女王 | 彬子女王 | 彬子女王 | 彬子女王 |  |  | 瑶子女王 | 瑶子女王 | 瑶子女王 | 瑶子女王 | 瑶子女王 | 瑶子女王 |  |  |               |               |               |               |               |               |  |  | 承子女王 | 承子女王 | 承子女王 | 承子女王 | 承子女王 | 承子女王 |  |  | 千家典子        | 千家典子        | 千家典子        | 千家典子        | 千家典子        | 千家典子        |  |  | 守谷絢子 | 守谷絢子 | 守谷絢子 | 守谷絢子 | 守谷絢子 | 守谷絢子 |  |  |  |  |  |  |  |  |  |  |  |  |  |  |  |  |  |  |  |  |  |  |  |  |  |  |  |  |  |  |  |  |  |  |  |  |  |  |  |  |  |  |  |  |
| 徳仁 （天皇）       | 徳仁 （天皇）       | 徳仁 （天皇）       | 徳仁 （天皇）       | 徳仁 （天皇）       | 徳仁 （天皇）       |                 |                 | 雅子            | 雅子            | 雅子            | 雅子            | 雅子            | 雅子            |  |  | 秋篠宮 文仁親王   | 秋篠宮 文仁親王   | 秋篠宮 文仁親王   | 秋篠宮 文仁親王   | 秋篠宮 文仁親王   | 秋篠宮 文仁親王   |  |  | 紀子              | 紀子              | 紀子              | 紀子              | 紀子              | 紀子              |  |  | 黒田清子 （紀宮）      | 黒田清子 （紀宮）      | 黒田清子 （紀宮）      | 黒田清子 （紀宮）      | 黒田清子 （紀宮）      | 黒田清子 （紀宮）      |  |  |                          |                          |                          |                          |                          |                          |  |  |                        |                        |                        |                        |                        |                        |  |  |      |      |      |      |      |      |  |  |                   |                   |                   |                   |                   |                   |                 |                 |                 |                 |                 |                 |          |          |        |        | 彬子女王 | 彬子女王 | 彬子女王 | 彬子女王 | 彬子女王 | 彬子女王 |  |  | 瑶子女王 | 瑶子女王 | 瑶子女王 | 瑶子女王 | 瑶子女王 | 瑶子女王 |  |  |               |               |               |               |               |               |  |  | 承子女王 | 承子女王 | 承子女王 | 承子女王 | 承子女王 | 承子女王 |  |  | 千家典子        | 千家典子        | 千家典子        | 千家典子        | 千家典子        | 千家典子        |  |  | 守谷絢子 | 守谷絢子 | 守谷絢子 | 守谷絢子 | 守谷絢子 | 守谷絢子 |  |  |  |  |  |  |  |  |  |  |  |  |  |  |  |  |  |  |  |  |  |  |  |  |  |  |  |  |  |  |  |  |  |  |  |  |  |  |  |  |  |  |  |  |
|                     |                     |                     |                     |                     |                     |                 |                 |                 |                 |                 |                 |                 |                 |  |  |                   |                   |                   |                   |                   |                   |  |  |                   |                   |                   |                   |                   |                   |  |  |                        |                        |                        |                        |                        |                        |  |  |                          |                          |                          |                          |                          |                          |  |  |                        |                        |                        |                        |                        |                        |  |  |      |      |      |      |      |      |  |  |                   |                   |                   |                   |                   |                   |                 |                 |                 |                 |                 |                 |          |          |        |        |          |          |          |          |          |          |  |  |          |          |          |          |          |          |  |  |               |               |               |               |               |               |  |  |          |          |          |          |          |          |  |  |                 |                 |                 |                 |                 |                 |  |  |          |          |          |          |          |          |  |  |  |  |  |  |  |  |  |  |  |  |  |  |  |  |  |  |  |  |  |  |  |  |  |  |  |  |  |  |  |  |  |  |  |  |  |  |  |  |  |  |  |  |
|                     |                     |                     |                     |                     |                     |                 |                 |                 |                 |                 |                 |                 |                 |  |  |                   |                   |                   |                   |                   |                   |  |  |                   |                   |                   |                   |                   |                   |  |  |                        |                        |                        |                        |                        |                        |  |  |                          |                          |                          |                          |                          |                          |  |  |                        |                        |                        |                        |                        |                        |  |  |      |      |      |      |      |      |  |  |                   |                   |                   |                   |                   |                   |                 |                 |                 |                 |                 |                 |          |          |        |        |          |          |          |          |          |          |  |  |          |          |          |          |          |          |  |  |               |               |               |               |               |               |  |  |          |          |          |          |          |          |  |  |                 |                 |                 |                 |                 |                 |  |  |          |          |          |          |          |          |  |  |  |  |  |  |  |  |  |  |  |  |  |  |  |  |  |  |  |  |  |  |  |  |  |  |  |  |  |  |  |  |  |  |  |  |  |  |  |  |  |  |  |  |
|                     |                     |                     |                     | 敬宮 愛子内親王     | 敬宮 愛子内親王     | 敬宮 愛子内親王 | 敬宮 愛子内親王 | 敬宮 愛子内親王 | 敬宮 愛子内親王 |                 |                 |                 |                 |  |  | 小室眞子          | 小室眞子          | 小室眞子          | 小室眞子          | 小室眞子          | 小室眞子          |  |  | 佳子内親王        | 佳子内親王        | 佳子内親王        | 佳子内親王        | 佳子内親王        | 佳子内親王        |  |  | 悠仁親王               | 悠仁親王               | 悠仁親王               | 悠仁親王               | 悠仁親王               | 悠仁親王               |  |  |                          |                          |                          |                          |                          |                          |  |  |                        |                        |                        |                        |                        |                        |  |  |      |      |      |      |      |      |  |  |                   |                   |                   |                   |                   |                   |                 |                 |                 |                 |                 |                 |          |          |        |        |          |          |          |          |          |          |  |  |          |          |          |          |          |          |  |  |               |               |               |               |               |               |  |  |          |          |          |          |          |          |  |  |                 |                 |                 |                 |                 |                 |  |  |          |          |          |          |          |          |  |  |  |  |  |  |  |  |  |  |  |  |  |  |  |  |  |  |  |  |  |  |  |  |  |  |  |  |  |  |  |  |  |  |  |  |  |  |  |  |  |  |  |  |

### 備考
- 宮号と称号は、皇統譜には登録されない（宮内庁告示の形式によって官報で公表はされる）。なお、宮号は宮家の当主の親王・王のみが名乗るものであり、当該親王・王の妃や子女等が自らの宮号としてこれを称することはない。ただし、上表では妃や子女等についても便宜のため括弧書きしている。

身位
以下、身位別該当者人数は2024年（令和6年）11月15日現在のものである。
皇后（こうごう）
性別：女
天皇の后。
皇室典範に定められた敬称は「陛下」（皇室典範第23条）。
成人であれば摂政に就任しうる（第17条）。
崩御後は陵に葬られる（27条）。
立后には皇室会議の議を経ることが必要である（10条）。
すでに皇位継承者の妃である場合、夫の即位に伴って皇后となる。
崩御した際には、「○○皇后」と追号されるのが慣例となっている。これは、存命中の最高班位に基づくものであった。
該当者：1名 – 雅子
太皇太后（たいこうたいごう)
性別：女
先々代の天皇の皇后。
成人であれば摂政に就任しうる（皇室典範第17条）。
敬称は「陛下」を用いる（第23条）。
太皇太后を葬るところは陵と称する（第27条）。
該当者：不在
皇太后（こうたいごう）
性別：女
先代の天皇の皇后。
敬称は「陛下」を用いる（皇室典範第23条）。
皇太后を葬るところは陵と称する（第27条）。
成人であれば摂政に就任しうる（第17条）。
該当者：不在
上皇后（じょうこうごう）
性別：女
上皇の后（天皇の退位等に関する皇室典範特例法第4条第1項）。
皇太后の例に倣うため、敬称は「陛下」を用いる。
成人であれば摂政に就任しうるものとされる。
該当者：1名 – 美智子
親王（しんのう）
性別：男
皇位継承資格を有する（日本国憲法第2条・皇室典範第1条）。
皇位継承順位は皇室典範第2条に定められる。
天皇の嫡出の皇子（正妻の皇子：皇男子）および天皇の嫡男系嫡出の皇孫男子（6条）、または天皇の皇兄弟（7条）。皇太子、皇太孫も含まれる。
敬称は「殿下」。
成人であれば摂政に就任しうる（第17条）。
天皇・皇太子の息子である場合、さらに「○宮」の御称号が与えられる。
王が皇位を継承したときは、その兄弟たる王を親王とする（7条）。
該当者：3名 – 秋篠宮文仁親王、悠仁親王、常陸宮正仁親王
親王妃（しんのうひ）
性別：女
親王の妃。皇太子妃・皇太孫妃も含まれる。
敬称は「殿下」。
親王妃は夫である親王が皇位を継承した場合、これに伴って皇后になる。
親王妃が成婚前より内親王または女王であった場合は、成婚後も皇后となるまでは、引き続き元来の身位（内親王または女王）を併存（保持）する。
該当者：4名 – 文仁親王妃紀子、正仁親王妃華子、寬仁親王妃信子、憲仁親王妃久子
内親王（ないしんのう）
性別：女
天皇の嫡出の皇女および天皇の嫡男系嫡出の皇孫女子（第6条）、または天皇の皇姉妹（第7条）。
敬称は「殿下」。
成人であれば摂政に就任しうる（第17条）。
天皇・皇太子の娘である場合、さらに「○宮」の御称号が与えられる。
親王または王と結婚した場合は、成婚後も皇后となるまでは、引き続き元来の身位を併存（保持）する。
王が皇位を継承したときは、その姉妹である女王を内親王とする。
該当者：2名 – 敬宮愛子内親王、佳子内親王
王（おう）
性別：男
皇位継承資格を有する（日本国憲法第2条・皇室典範第1条）。
皇位継承順位は皇室典範第2条に定められる。
天皇の嫡男系嫡出で三親等以上（曽孫以下）離れた皇族男子（傍系でなく直系尊属の天皇から数える）。
敬称は「殿下」。
成人であれば摂政に就任しうる（第17条）。
王は、皇位の継承によって嫡出の皇子または嫡男系嫡出の皇孫となった場合、あるいは王の兄弟である王が皇位を継承した場合、親王に身位が変更される（皇室典範第6条・皇室典範第7条）。
該当者：不在
王妃（おうひ）
性別：女
王の妃。
敬称は「殿下」。
王妃は夫である王が親王に身位が変更された場合は親王妃に、皇位を継承した場合は皇后になる。
王妃が結婚前より内親王または女王であった場合は、結婚後も皇后となるまでは、引き続き元来の身位（内親王または女王）を併存（保持）する。
該当者：不在
女王（じょおう）
性別：女
天皇の嫡男系嫡出で三親等以上（曽孫以下）離れた皇族女子。
敬称は「殿下」。
成人であれば摂政に就任しうる。
親王または王と結婚した場合は、結婚後も皇后となるまでは、引き続き元来の身位を併存（保持）する。
女王は、皇位の継承によって嫡出の皇子または嫡男系嫡出の皇孫となった場合、あるいは女王の兄弟たる王が皇位を継承した場合、内親王に身位が変更される。
該当者：3名 – 彬子女王、瑶子女王、承子女王
敬称
各皇族個人に対して用いられる敬称として、「陛下（へいか）」と「殿下（でんか）」の2つがある。
呼称
皇族の呼称は、内閣告示、宮内庁告示や官報の皇室事項欄では、歌会始などの特別な場合を除き、次のようになっている。宮号や称号が表記されないことに注意が必要である。
- 皇后・太皇太后・皇太后・上皇后：「皇后陛下」「上皇后陛下」- 身位+敬称の順。
- 皇太子：「皇太子徳仁親王殿下」-「皇太子」+名+身位+敬称の順。
- 皇太子妃：「皇太子徳仁親王妃雅子殿下」-「皇太子」+夫の名+夫の身位+「妃」+名+敬称の順。
- 親王・内親王・王・女王：「愛子内親王殿下」、「悠仁親王殿下」、「彬子女王殿下」- 名+身位+敬称の順。
- 親王妃・王妃については、「正仁親王妃華子殿下」と、夫の名+夫の身位+「妃」+名+敬称の順。
- 皇族が崩御ないし薨去した後は、「故皇太后」や「故宣仁親王妃喜久子」と、上記に「故」が冠され敬称が省かれる。
- 夫が薨去して未亡人となった場合でも、親王妃・王妃の呼称については「憲仁親王妃久子殿下」と、夫の名に「故」を冠さない。
  - 法律や叙勲においては、「皇太子徳仁親王の結婚の儀の行われる日を休日とする法律」など、敬称は省かれる。

宮内庁のウェブサイトや尊皇関係の書物においての呼称は以下のようになっている。（上記と多少異なる）
- 皇后・太皇太后・皇太后・上皇后には、身位+敬称で「皇后陛下」や「皇太后陛下」など。
- 皇太子や宮号を持つ男性皇族には、身位か宮号+敬称（「皇太子殿下」や「常陸宮殿下」など）。
- 御称号を有する皇族には、御称号+敬称（「敬宮殿下」など）。
- 宮号などを有さない男性皇族や未婚の女性皇族には、名前+身位+敬称（「悠仁親王殿下」や「瑶子女王殿下」など）。
- 既婚の女性皇族（親王妃・王妃）には、夫の名前+夫の身位+「妃」+敬称（「寬仁親王妃殿下」など）、夫の宮号かそれに値する身位+「妃」+敬称（「皇太子妃殿下」や「常陸宮妃殿下」など）。
- 崩御/薨去した皇族に追号がある場合は「故・皇太后陛下」などではなく「香淳皇后」となる。

班位・席次
班位（はんい）は、すなわち皇族の序列である。皇族身位令（明治43年皇室令第2号。昭和22年皇室令第12号「――及附属法令廃止ノ件」により廃止）において詳細に定められていた。
内廷皇族と宮家
皇族の内、皇后、皇太后、皇太子または皇太孫、皇太子妃（または皇太孫妃）などとその独立していない子女の内廷に属する皇族は「内廷皇族（ないていこうぞく）」と呼ばれる。その他の皇族は、内廷から独立した宮家に所属しており、「宮家皇族（みやけこうぞく）」または「内廷外皇族（ないていがいこうぞく）」と呼ばれる。

## 歴史

### 律令制以前
皇族のことを古代では皇親といい、天皇の一族として政府からの保護を受けるものを指した。その範囲は、歴代の天皇の男系卑属（皇統）であることを大原則とした。元々は世数の制限は定められておらず、「王」/「女王」の称号を名乗ったものは皇親、氏を名乗って「公」の称号を有したものは皇籍を離脱（臣籍降下）したものとされた。

### 律令における規定
大宝令・養老令により、皇親の範囲が定められた。この時、皇親の範囲は、歴代の天皇の男系卑属で四世までとされ（身位は、一世は親王/内親王、二世以下は王/女王）、五世孫は王/女王の身位は保持するが皇親の範囲外、六世孫で臣籍降下とされた。
その後、皇親の範囲に変化が加えられる。慶雲3年（706年）2月16日、文武天皇の勅令により、皇親の範囲が五世孫まで広げられるとともに、六世孫以下でも、五世王の「承嫡者」（嫡男）は代々王の称号を許されることになった。更に、天平元年（729年）8月5日、格により、六世孫・七世孫であっても、生母が二世女王である場合は、承嫡者以外も全員皇親とされた。
その後、皇親の人数が増加したことにより、不良行為をなすものが増えたことから、延暦17年（798年）閏5月23日、桓武天皇の勅命により、皇親の範囲を元へ戻す。しかし、六世孫以下が王の称号を名乗ることは引き続き認められた。

### 親王宣下による運用
平安時代初期にかけて、子女の多い天皇が続いたことにより、皇親の人数が激増、最大で数百人の規模に及ぶ。これを受けて、傍系の皇親は、一部の一世親王に至るまで、六世孫への到達を待たずして臣籍降下させ、一方で皇親に残すものを選別して親王/内親王の身位を授ける（親王宣下）ことにより、世数によらない弾力的な皇親の選定が行われるようになる。

### 世襲宮家の成立
鎌倉時代以降、皇室の所領である荘園の一部を経済基盤とし、世襲することによって、天皇から経済的に独立した、宮家の原型が発生する。数ある宮家の中で、特に永続した伏見宮は、室町時代前期、皇統断絶の危機を前に後花園天皇が伏見宮家より皇統を継いだのが契機となって、後花園天皇の勅命によって"永世御所"とされ、皇位を継ぐ正統が途絶えるときにはこれを継ぐこととされた。ここから、永世にわたり皇親に留まり、正統が途絶えた後の控えの役割を果たす、世襲親王家の制度が始まる。江戸時代の中期にかけて、桂宮、有栖川宮、閑院宮が加わり、合計四宮家の体制となる。
一方、臣籍降下は行われなくなり、皇位及び宮号を継承しない親王は、出家して門跡となることで、子孫を残さなかった。

### 明治～昭和前期
明治維新の前後、還俗した親王が新たな宮号を名乗り、これの取り扱いの処理を兼ねて、明治22年（1889年）1月15日、皇室典範が制定される。この時、皇親が皇族と呼称されるとともに、その範囲が変更された。
- その時の皇族の男系子孫は永世にわたって皇族であり続けると定められた（永世皇族制）。
- 身位は、世数による機械的な運用を再開して、四世孫までは親王/内親王、五世孫以下は王/女王とされた。親王宣下は、廃止された（既に宣下を受けたものに限り終身有効）。
- 従来は、内親王/女王は、臣下の男性と婚姻しても終身に渡って皇親であり、また親王/王と婚姻した臣下の女性は皇親に含めなかったが、これを改め、臣下の男性と婚姻した内親王/女王は身位を返上して臣籍降下（降嫁）し、親王/王と婚姻した臣下の女性には、新たに創設された親王妃/王妃の身位が授けられ、新たに皇族に加えられる。

その後、皇族の増加を受けて、大正9年（1920年）5月19日に臣籍降下の準則が定められ、五世孫から八世孫までは嫡男以外、九世孫は嫡男を含め全員が臣籍降下することとなった。

### 昭和中期～
昭和22年（1947年）10月14日、皇室典範の改正と前後して、伏見宮系の皇族が臣籍降下する。これにより、皇族として残ったのは、明治天皇の男系男子とその配偶者、未婚の男系女子のみとなった。以降、この血統の範囲内に入る者のみが、皇族とされている。なお、新典範においては、永世皇族制が復活している。また、非嫡出子は皇族とされないこととなった。

### 現在の元皇族の一覧
現皇室典範下で行われた、1947年（昭和22年）10月の11宮家51名（いわゆる旧皇族）より後に臣籍降下（皇籍離脱）した人物の一覧は下表のとおりで、全員が皇室典範第12条の規定を根拠とした離脱である。
2024年（令和6年）1月1日現在、元内親王6名および元女王2名の計8名の元皇族がいる。
|   |  | 姓名     | 読み          | 御称号             | 皇族としての 名・身位 | 生年月日                   | 現年齢 | 天皇から見た続柄 / 皇統                        | 結婚・配偶者                                |
| - |  | -------- | ------------- | ------------------ | --------------------- | -------------------------- | ------ | ---------------------------------------------- | ------------------------------------------- |
| 1 |  | 小室眞子 | こむろ まこ   |                    | 眞子内親王            | 1991年（平成3年）10月23日  | 33歳   | 皇姪 / 上皇の皇孫 / 文仁親王第一女子           | 2021年（令和3年） 10月26日 (30歳) 小室圭    |
| 2 |  | 黒田清子 | くろだ さやこ | 紀宮（のりのみや） | 清子内親王            | 1969年（昭和44年）4月18日  | 56歳   | 皇妹 / 上皇第一皇女子                          | 2005年（平成17年） 11月15日 (36歳) 黒田慶樹 |
| 3 |  | 池田厚子 | いけだ あつこ | 順宮（よりのみや） | 厚子内親王            | 1931年（昭和6年）3月7日    | 94歳   | 皇伯母 / 昭和天皇第四皇女子                    | 1952年（昭和27年） 10月10日 (21歳) 池田隆政 |
| 4 |  | 島津貴子 | しまづ たかこ | 清宮（すがのみや） | 貴子内親王            | 1939年（昭和14年）3月2日   | 86歳   | 皇叔母 / 昭和天皇第五皇女子                    | 1960年（昭和35年） 3月10日 (21歳) 島津久永  |
| 5 |  | 近衞甯子 | このえ やすこ |                    | 甯子内親王            | 1944年（昭和19年）4月26日  | 81歳   | 大正天皇の皇孫 / 崇仁親王第一女子              | 1966年（昭和41年） 12月18日 (22歳) 近衞忠煇 |
| 6 |  | 千容子   | せん まさこ   |                    | 容子内親王            | 1951年（昭和26年）10月23日 | 73歳   | 大正天皇の皇孫 / 崇仁親王第二女子              | 1983年（昭和58年） 10月14日 (31歳) 千宗室   |
| 7 |  | 千家典子 | せんげ のりこ |                    | 典子女王              | 1988年（昭和63年）7月22日  | 37歳   | 皇再従妹 / 大正天皇の皇曾孫 / 憲仁親王第二女子 | 2014年（平成26年） 10月5日 (26歳) 千家国麿  |
| 8 |  | 守谷絢子 | もりや あやこ |                    | 絢子女王              | 1990年（平成2年）9月15日   | 34歳   | 皇再従妹 / 大正天皇の皇曾孫 / 憲仁親王第三女子 | 2018年（平成30年） 10月29日 (28歳) 守谷慧   |

## 役職

### 現在
皇后雅子
- 日本赤十字社名誉総裁

秋篠宮文仁親王
- 皇室会議 議員[20]
- 山階鳥類研究所総裁
- 日本動物園水族館協会総裁
- 御寺泉涌寺を護る会 総裁
- 大日本農会 総裁
- 済生会 総裁
- 大日本山林会 総裁
- 日本植物園協会 総裁
- 家畜資源学術標本基金 総裁
- 世界自然保護基金ジャパン名誉総裁
- 日蘭協会 名誉総裁
- 特定非営利活動法人 全日本愛瓢会 名誉総裁
- 日本水大賞委員会 名誉総裁
- 日本ワックスマン財団　名誉総裁
- サイアム・ソサエティ 名誉副総裁
- 東京農業大学農学部客員教授
- 東京大学総合研究博物館特招研究員
- オーストラリア博物館 名誉会員

文仁親王妃紀子
- 皇室会議予備議員[20]
- 公益財団法人結核予防会総裁
- 恩賜財団母子愛育会総裁
- 大聖寺文化・護友会 名誉総裁
- 日本赤十字社名誉副総裁
- 日本学術振興会　名誉特別研究員
- お茶の水女子大学人間発達教育科学研究所 特別招聘研究員

佳子内親王
- 公益財団法人日本テニス協会名誉総裁
- 全日本ろうあ連盟 非常勤嘱託職員
- 日本工芸会 総裁

常陸宮正仁親王
- 皇室会議予備議員[20]
- 財団法人日本鳥類保護連盟総裁
- 社会福祉法人日本肢体不自由児協会総裁
- 社団法人発明協会総裁
- 日本丁抹協会総裁
- 財団法人大日本蚕糸会総裁
- 財団法人日本障害者リハビリテーション協会総裁
- 財団法人日本美術協会総裁
- 財団法人日本バスケットボール協会総裁
- 財団法人東京動物園協会総裁
- 財団法人日仏会館総裁
- 日本瑞典協会名誉総裁
- 日本ベルギー協会名誉総裁
- 公益財団法人がん研究会名誉総裁
- 特定非営利活動法人日本パスツール協会名誉総裁
- 日本赤十字社名誉副総裁

正仁親王妃華子
- 皇室会議 議員[20]
- 日本いけばな芸術協会名誉総裁
- 日本動物福祉協会名誉総裁
- 日本馬術連盟名誉総裁
- 日本・ラテンアメリカ婦人協会名誉総裁
- 日本赤十字社名誉副総裁

崇仁親王妃百合子
- 日本赤十字社名誉副総裁

寬仁親王妃信子
- 東京慈恵会総裁
- 日本ばら会名誉総裁
- 日本赤十字社名誉副総裁
- 全国ビルメンテナンス協会　名誉総裁
- 女性の健康とメノポーズ協会　名誉総裁
- 国際柔道連盟アンバサダー

彬子女王
- 一般社団法人心游舎総裁
- 日本・トルコ協会総裁
- 公益社団法人日本職業スキー教師協会総裁
- 公益財団法人中近東文化センター総裁
- 立命館大学衣笠総合研究機構客員協力研究員
- 法政大学国際日本学研究所客員所員
- 京都市立芸術大学芸術資源研究センター客員教授・特別招聘研究員
- 京都産業大学日本文化研究所専任研究員
- 國學院大學特別招聘教授

瑶子女王
- 一般財団法人国際ユニヴァーサルデザイン協議会総裁
- 社会福祉法人友愛十字会総裁
- インクルーシブデザインネットワーク 名誉顧問

憲仁親王妃久子
- 日本グラススキー協会 総裁
- 日本アマチュアオーケストラ連盟 総裁
- いけばなインターナショナル 名誉総裁
- 全日本軟式野球連盟 名誉総裁
- 全日本アーチェリー連盟 名誉総裁
- 日本フェンシング協会 名誉総裁
- 日本水難救済会 名誉総裁
- 日本ホッケー協会 名誉総裁
- 日本サッカー協会 名誉総裁
- 日本スペイン協会 名誉総裁
- 地域伝統芸能活用センター 名誉総裁
- 稲盛財団 名誉総裁
- 日本セーリング連盟 名誉総裁
- 日本スカッシュ協会 名誉総裁
- 日本海洋少年団連盟 名誉総裁
- 日本学生協会基金 名誉総裁
- 日本アジア協会 名誉総裁
- フランス語婦人会 名誉総裁
- 日本・エジプト協会 名誉総裁
- 日加協会 名誉総裁
- バードライフ・インターナショナル 名誉総裁
- 国際弓道連盟 名誉総裁
- 高円宮記念日韓交流基金 名誉総裁
- 仁和会 名誉総裁
- 中宮寺奉賛会 名誉総裁
- 国際教育振興会賛助会 名誉会長
- 日本赤十字社 名誉副総裁
- バードライフインターナショナルのレアバード・クラブ 名誉顧問

承子女王
- 財団法人日本ユニセフ協会の常勤嘱託職員
- 全日本アーチェリー連盟 名誉総裁
- 日本スカッシュ協会 名誉総裁

### 戦前
- 大日本水産会 会頭
- 大日本山林会 総裁
- 大日本武徳会 総裁
- 高野山興隆会 総裁
- 婦人共立育児会 総裁
- 恩賜財団愛育会 総裁
- 東京慈恵会 総裁
- 愛国婦人会 総裁
- 大日本婦人衛生会 総裁
- 高松宮妃癌研究基金 名誉総裁
- 人形美術協会（全日本人形師範会） 名誉総裁
- 国際教育情報センター 理事長
- 菊医会 名誉会長
- 筆頭門跡尼院大聖寺・煎茶道「永皎流」 副総裁
- 陸海軍将校夫人会 総裁
- 福田会 総裁
- 結核予防会 総裁

## 大日本帝国憲法下での皇族
大日本帝国憲法下では、1889年（明治22年）制定の旧皇室典範（きゅうこうしつてんぱん）によってその範囲を規定された、皇統に属する天皇の一族を皇族とする。
現在も同様に、天皇は、皇族に含めない。また、天皇と皇族を合わせた全体を皇室といった。
皇族の構成員は、皇后・太皇太后・皇太后・皇太子・皇太子妃・皇太孫・皇太孫妃・親王・親王妃・内親王・王・王妃・女王である（旧・皇室典範第30条）。また、皇室親族令により、姻族の範囲は3親等内と規定された。
律令制の元で皇親と呼ばれていた呼称に変えて、「皇族」という呼称を採用した。また、旧来は皇后といえども臣下の家に生まれた場合には「皇親」とは認められなかったが、この改正によって皇后・妃なども皇族として扱われるようになった。
現行皇室典範との相違点として、四世孫（皇玄孫）までが親王・内親王とされ、五世孫以下が王・女王とされていた（旧皇室典範第31条）。また、非嫡出子も皇族とされた。

### 皇族会議
旧皇室典範により、成年（皇太子・皇太孫は満18歳、その他の皇族は満20歳）に達した皇族の男子は、皇室内の事項について天皇の諮詢を受ける皇族会議（こうぞくかいぎ）の議員となった。

### 枢密院
1888年（明治21年）5月18日の明治天皇による勅命により、成年に達した親王は、枢密院の会議に班列（列席して議事に参加すること）する権利を有した。

### 貴族院
貴族院令により、成年に達した皇族の男子は自動的に帝国議会上院の貴族院における皇族議員となった。だが、皇族が政争に関与すべきではないこと、男性皇族（親王および王）は武官（大日本帝国陸軍および大日本帝国海軍に属する皇族軍人）であったことから、登院は極めて稀であった。

### 叙勲
皇族身位令によって、身位に基づき叙勲された。

### 軍人任官
皇族男子が軍人（武官）となることは、1873年（明治6年）12月9日の太政官達を経て、皇族身位令第17条によって、次の区分に従ってその義務が明文化された。
- 皇太子、皇太孫：満10歳に達した後に、大日本帝国陸軍および大日本帝国海軍の武官。
- 親王、王：満18歳に達した後に、原則、大日本帝国陸軍または大日本帝国海軍の武官。

明治天皇の意向で開始された。第二次世界大戦終戦（日本の降伏）後の1945年（昭和20年）11月30日に、根拠規定である皇族身位令第17条が削除され、義務が消滅した。

### 皇族の裁判

#### 民事訴訟
皇族相互間の民事訴訟については、特別裁判所として皇室裁判所が臨時に必要に応じて置かれ、これが管轄することになっていた。他方、皇族と人民（臣民）の間の民事訴訟については、人民の皇族に対する民事訴訟の第一審と第二審が東京控訴院の管轄に属することとされたこと等のほかは、一般の法令によるものとされた。

#### 刑事訴訟
皇族の刑事訴訟については、軍法会議の裁判権に属するものを除くほかは、大審院の管轄に属するものとされた。軍法会議の裁判権に属するものについては、高等軍法会議で審判された。

### 皇族の特有事項
- 皇族男子（親王および王）は、皇位継承資格を有する。
- 親王妃と王妃を除く成年に達した皇族は、摂政就任資格を有する。
- 皇后・太皇太后・皇太后は陛下、それ以外の皇族は殿下の敬称を称した（旧・皇室典範第17,18条）。また氏を持たない。
- 皇族は天皇の監督を受けた（旧・皇室典範第35条）。
- 皇族の後見人は、成年以上の皇族に限られた（旧皇室典範第38条）。
- 皇族の結婚は、皇族同士か特に勅許（天皇の許可）を受けた華族との間に限定され、勅許を必要とした（旧・皇室典範第39,40条）。また、大正7年（1918年）11月28日皇室典範増補により、皇族女子は王公族（旧・韓国皇室）に降嫁することができた。
  - ※これにより実際、1920年（大正9年）4月28日に方子女王（梨本宮守正王第一王女）と李垠（旧大韓帝国、高宗第七皇子）の婚姻がなされた。
- 皇族の養子は禁止された（旧・皇室典範第42条）。
- 皇族は住所を東京市内に定め、東京市外への住所移転や国外旅行には勅許を必要とした（旧・皇室典範第43条）。
- 皇族を勾引し、裁判所に召喚するには勅許を必要とした（旧皇室典範第51条）。
- 皇族が品位を辱める行いをしたり、皇室に対して忠順を欠くときは勅旨を以って懲戒を受け、重い場合は皇族特権の停止、剥奪を受け、臣籍に降されることもあることになっていた（旧・皇室典範第52条・明治40年/1907年2月11日皇室典範増補第4条）。
- 王は、勅旨または情願によって華族となることができた（臣籍降下）。また、勅許によって華族の家督を相続することや、家督相続の目的で華族の養子となることができた。（明治40年-1907年-2月11日皇室典範増補第1,2条）
- 宮号を賜った皇族には、別当・家令・家扶・家従といった職員が附属された。また、武官である皇族には、皇族附武官（佐官・尉官）が附属された。
- 皇族は満6歳から満20歳まで普通教育を受けるものとされ、原則として学習院または女子学習院で就学するものとされた（皇族就学令）。
- 皇族は商工業を営み、または営利を目的とする社団の社員もしくは役員となることができない（ただし株主となることはできる）。また、任官による場合を除くほか、報酬を受ける職に就くことができない。さらに、公共団体の吏員または議員となることもできない（貴族院議員を除く）。営利を目的としない団体の役員となる場合は勅許を要した（皇族身位令第44,45,46,47条）。

### 皇族の班位
皇族の班位（順位）は、皇族身位令により、次の順序によるものとされた。
1. 皇后
2. 太皇太后
3. 皇太后
4. 皇太子
5. 皇太子妃
6. 皇太孫
7. 皇太孫妃
8. 親王、親王妃、内親王、王、王妃、女王

また、以上の順序の中でも細かな点については以下のようになっていた。
- 親王・王の班位は、皇位継承の順序に従う。

その順序は、以下のとおりである。
1. 天皇の長子
2. 天皇の長孫
3. その他の天皇の長子の子孫
4. 天皇の次子およびその子孫
5. その他の天皇の子孫
6. 天皇の兄弟およびその子孫
7. 天皇の伯叔父およびその子孫
8. それ以上の皇族

以上においては、同等内では、嫡出子およびその子孫の系統を先にして、庶出の子（非嫡出子）およびその子孫の系統を後にする。また、嫡出子・庶出の子それぞれの中でも、先に生まれた者およびその子孫の系統を優先して、後に生まれた者およびその子孫の系統を後にする。（嫡庶長幼の順）
- 内親王、女王の班位は、親王、王の班位に準じる。
- 「親王、内親王、王、女王」で同順位にある者は、男を先にし、女を後にする。（男女の順）
- 親王妃、王妃の班位は、夫の次とする。内親王、女王であって親王妃、王妃となった者も例外としない。
- 故皇太子の妃の班位は、皇太子妃の次とし、故皇太孫の妃の班位は、皇太孫妃の次とする。
- 親王、王の寡妃（未亡人）の班位は、夫生存中と同じとする。
- 摂政に就任している親王、内親王、王、女王の班位は、皇太孫妃の次とする。ただし、故皇太孫の妃があるときは、その次とする。
- 皇太子、皇太孫が皇位継承の順序を変えられたときは、その班位は、皇太孫妃の次とする。ただし、故皇太孫の妃があるときはその次とし、摂政に就任している親王、内親王、王、女王があるときはその次とする。
- 親王、王が皇位継承順位を変更された場合においても、その班位は、順位変更前と同様にする。
- 本来は王であるが、旧皇室典範制定前に親王宣下を受けて親王となっている者（宣下親王）は、宣下された順序によって、王の上とする。

## 皇族と学業
日本の近代化に伴い、皇族もまた通学により学業を修めるようになった。特に、1877年（明治10年）に創設、1884年（明治17年）に宮内省管轄となった学習院には、男女問わず多数の皇族（後に配偶者となる華族子女も含む。）が多数進学している。ただし、昭和中期以前に修学が一般的でない時代においては、婚姻を機とした中途退学や、昭和天皇・香淳皇后のような専属の学問所での教育受講等も珍しくない。
また、先述の通り、旧皇室典範下において皇族男子には軍人となる義務が課せられていたことから、軍学校（陸軍幼年学校、陸軍士官学校および海軍兵学校）に進学し、さらに陸軍大学校または海軍大学校に進学している者も多数いる。
以下には、生まれながらの皇族（親王、内親王、王、女王）であって、学習院または軍学校以外に進学した者を挙げる（義務教育より後のもの。また降下後の進学、卒業後の海外留学を除く。）。

### 旧皇室典範下
東京帝国大学
- 山階宮家
  - 藤麿王 - 将来、伊勢の神宮祭主となる予定だった

京都帝国大学
- 久邇宮家（一部が京都に在住）
  - 家彦王 - 京都帝大卒業後、海軍に入隊

跡見女学校（載仁親王妃智恵子の母校）
- 閑院宮家
  - 恭子女王
  - 茂子女王
  - 季子女王

京都府立第一高等女学校
- 賀陽宮家（京都に在住）
  - 佐紀子女王
- 久邇宮家（一部が京都に在住）
  - 智子女王
  - 恭仁子女王

### 現皇室典範下
早稲田大学
- 高円宮家
  - 承子女王

国際基督教大学（創設に高松宮宣仁親王が関与）
- 秋篠宮家
  - 眞子内親王
  - 佳子内親王

城西国際大学
- 高円宮家
  - 絢子女王

筑波大学
- 秋篠宮家
  - 悠仁親王

## 備考
- かつては、竹の園、竹の園生（たけのそのう）梁園・梁苑（りょうえん）、金枝玉葉（きんしぎょくよう）とも呼ばれていた。

### 旧皇族
北朝第3代崇光天皇の男系(父系)子孫の宮家およびその子孫。かつては皇室の成員であったが、連合国軍占領下の1947年（昭和22年）、GHQ/SCAPの経済的圧迫により皇籍離脱をした（形式的には、現皇室典範の規定による自発的な離脱）。皇籍離脱後も皇室の親戚という立場には変わりがなく（特に東久邇宮家は女系で昭和天皇の直系の子孫である）、皇籍離脱にあわせて設立された親睦団体の菊栄親睦会を通じて、現在でも皇室との親近な交流は継続されている。